# أنتوني أوليفر
أنتوني أوليفر (بالإنجليزية: Anthony Oliver)‏ هو ممثل بريطاني (وحمل سابقاً جنسية المملكة المتحدة لبريطانيا العظمى وأيرلندا)، ولد في 4 يوليو 1922 في المملكة المتحدة، وتوفي في 1 نوفمبر 1995 بلندن في المملكة المتحدة.

## وصلات خارجية
- أنتوني أوليفر على موقع IMDb (الإنجليزية)
- أنتوني أوليفر على موقع قاعدة بيانات برودواي على الإنترنت (الإنجليزية)
- أنتوني أوليفر على موقع قاعدة بيانات الفيلم (الإنجليزية)